# Grammia integra
Grammia integra är en fjärilsart som beskrevs av Franz Dannehl 1928. Grammia integra ingår i släktet Grammia och familjen björnspinnare. Inga underarter finns listade i Catalogue of Life.